# Papilio sakontala
Papilio sakontala là một loài bướm thuộc họ Bướm phượng (Papilionidae). 
Loài Papilio sakontala được mô tả năm 1864 bởi Hewitson. Loài bướm Papilio sakontala sinh sống ở Ấn Độ.

## Hình ảnh

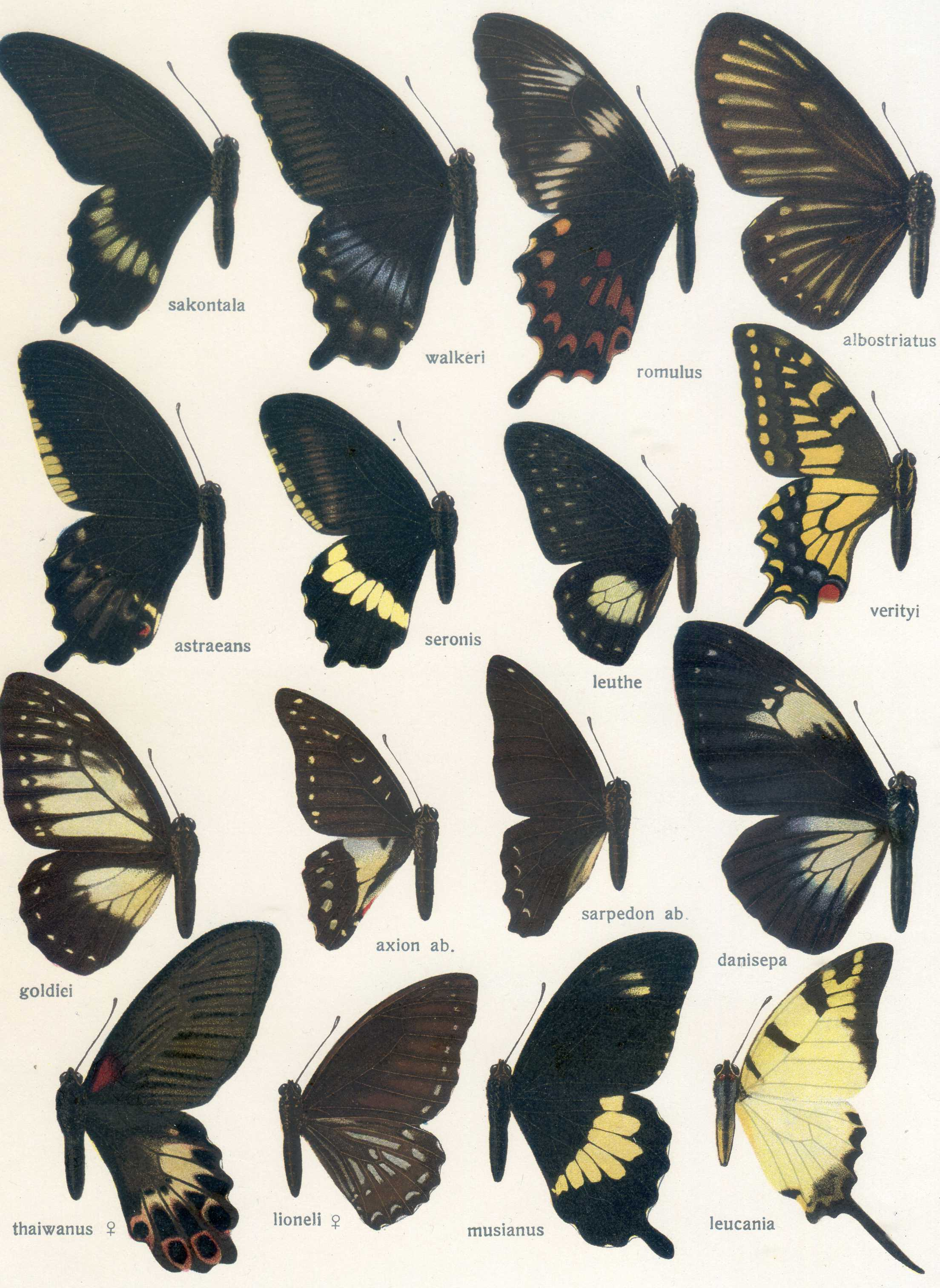
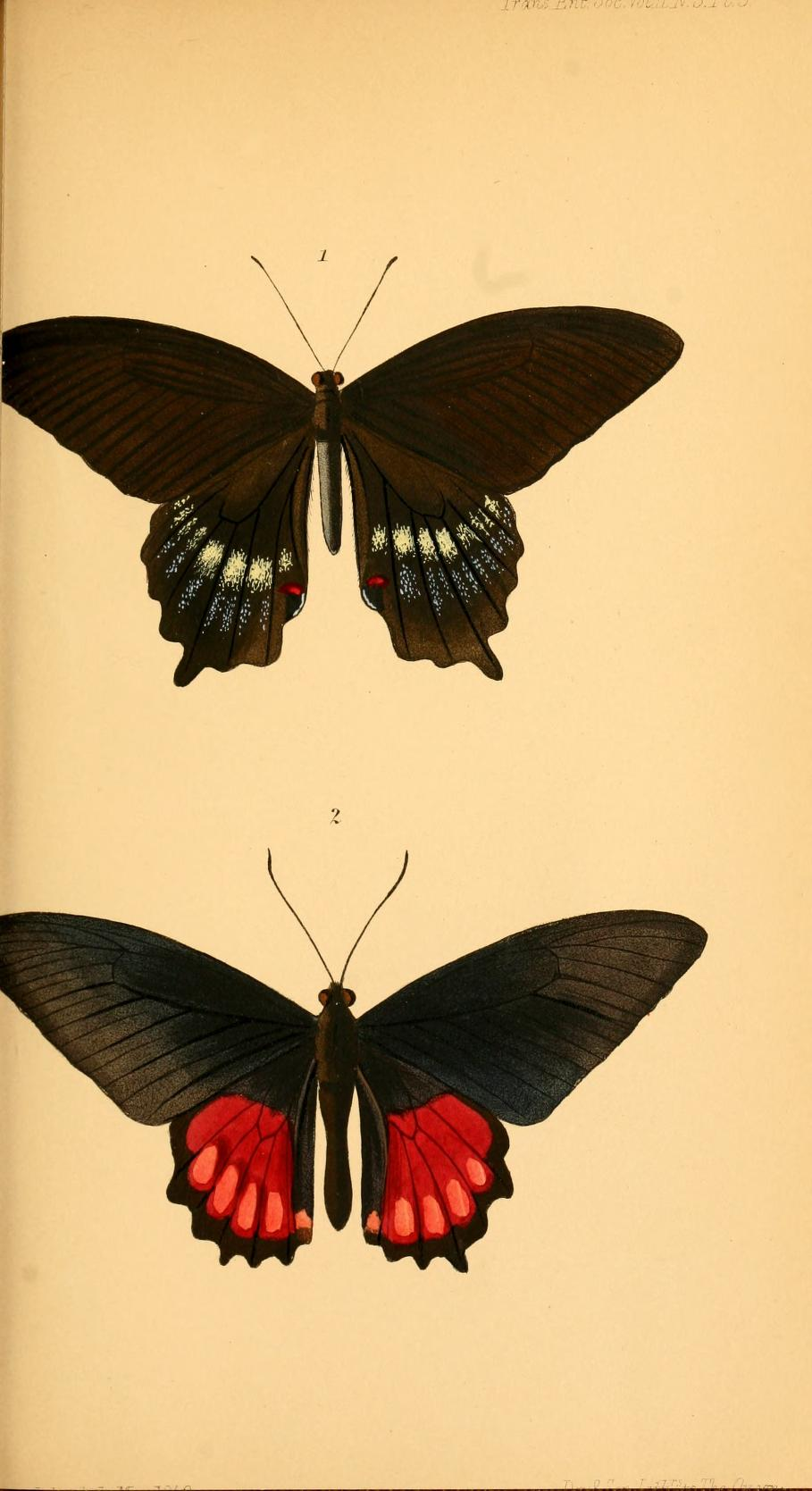